# Lovey-dovey (アルバム)
『Lovey-dovey』（ラビダビ）は、橋本みゆきの1作目のベスト・アルバム。 2006年6月28日にLantisから発売された。

## 概要
内訳としてシングル6曲（うち本人名義シングル5曲）・コンピレーション収録4曲・初収録1曲の全11曲が収録されている。

## 収録曲
1. Faze to love [4:22]
作詞：畑亜貴、作曲・編曲：齋藤真也
  - 5thシングル。
2. ここにいるから… [4:22]
作詞：橋本みゆき、作曲：酒井真理子、編曲：景家淳
  - 1stシングル。
3. LINK [5:41]
作詞：桑島由一、作曲・編曲：景家淳
  - 『私立アキハバラ学園　オリジナルサウンドトラック』収録。
4. Love,Fate,Love [4:38]
作詞・作曲：橋本みゆき、編曲：景家淳
『Love,Fate,Love』収録。
5. Cheer Up! [3:33]
作詞：Duca、作曲・編曲：黒須克彦
  - 『crystal2 〜サーカス ヴォーカルコレクション〜 Vol.2』収録。
6. and then, [4:00]
作詞・作曲：橋本みゆき、編曲：景家淳
  - 2ndシングル。
7. innocence [4:46]
作詞：AlAi、作曲：アッチョリケ、編曲：景家淳
  - 3rdシングル。
8. 秋色 [5:08]
作詞：石川泰・みやび、作曲・編曲：安瀬聖
  - 『秋色恋華 オリジナルサウンドトラック』収録。
9. AM1:00 [5:21]
作詞：桑島由一、作曲・編曲：景家淳
  - 『White Princess オリジナルサウンドトラック』収録。
10. Be Ambitious,Guys! [4:45]
作詞：AlAi、作曲：アッチョリケ、編曲：鈴木マサキ
  - 4thシングル
11. あなたへ [4:29]
作詞・作曲：橋本みゆき、編曲：安瀬聖
  - 初収録。本作のための書き下ろし曲。

## タイアップ
- テレビアニメ「ガンパレード・オーケストラ」OP主題歌（#1）
- テレビアニメ「GIRLSブラボー first season」ED主題歌（#2）
- パソコンゲーム「私立アキハバラ学園」ED主題歌（#3）
- テレビアニメ「Φなる・あぷろーち」ED主題歌（#4）
- パソコンゲーム「ホームメイド -Homemaid-」OP主題歌（#5）
- テレビアニメ「GIRLSブラボー second season」ED主題歌（#6）
- テレビアニメ「SHUFFLE!」ED主題歌（#7）
- パソコンゲーム「秋色恋華」OP主題歌（#8）
- パソコンゲーム「White Princess 〜一途にイっても浮気してもOKなご都合主義学園恋愛アドベンチャー!!〜」ED主題歌（#9）
- パソコンゲーム「Tick! Tack!」OP主題歌（#10）